# Kupreliškis
Kupreliškis is een plaats in de gemeente Biržai in het Litouwse district Panevėžys. De plaats telt 248 inwoners (2001).